# Bogdan Matławski
Bogdan Matławski (ur. 30 marca 1947 w Emilianowie, zm. 14 października 2020 w Szczecinie) – polski kulturoznawca, etnolog, etnomuzykolog.

## Życiorys
Od 1948 zamieszkały w Żabnicy. Ukończył Państwową Szkołę Muzyczną, Liceum Ogólnokształcące nr 9 w Szczecinie oraz pedagogikę w Wyższej Szkole Pedagogicznej w Zielonej Górze. W 1999 uzyskał stopień doktora nauk humanistycznych w dziedzinie historii na Wydziale Humanistycznym Uniwersytetu Szczecińskiego, a w 2012 habilitację na Wydziale Historycznym Uniwersytetu im. Adama Mickiewicza w Poznaniu. Do 2017 pracował na US jako profesor nadzwyczajny, wykładowca w Katedrze Etnologii i Antropologii Kulturowej na Wydziale Humanistycznym (kierownik Zakładu Pomorza i Skandynawii).
Był redaktorem w Radiu Szczecin. W 2009 za audycję Kraj za miastem został wyróżniony w kategorii „Publicystyka” w XVIII edycji Konkursu „Dziennikarz Roku 2008” organizowanym przez szczeciński oddział Stowarzyszenia Dziennikarzy Rzeczypospolitej Polskiej „Pomorze Zachodnie” oraz Stowarzyszenia Dziennikarzy Polskich. W listopadzie tego samego roku marszałek województwa zachodniopomorskiego odznaczył go złotym Gryfem Województwa Zachodniopomorskiego za multimedialny serwis internetowy „Kraj za miastem”.
Jako członek Partii Ludowo-Demokratycznej (zasiadał w jej radzie krajowej) kandydował w 2004 z listy KPEiR-PLD do Parlamentu Europejskiego. W 2018 był kandydatem Polskiego Stronnictwa Ludowego do sejmiku województwa zachodniopomorskiego.

## Odznaczenia
Został odznaczony Honorową odznaką za zasługi dla rozwoju Ruchu Społeczno-Kulturalnego (1999), Odznaką za zasługi dla rozwoju Rzemiosła Szczecińskiego (2000), Odznaką „Zasłużonego Działacza Kultury” (2001), odznaką honorową „Za Zasługi dla Związku Kombatantów RP i Byłych Więźniów Politycznych” (2003), Srebrnym Krzyżem Zasługi (2003) i Złotą Odznaką Honorową Gryfa Zachodniopomorskiego (2005).
W 2019 został odznaczony Srebrnym Medalem „Zasłużony Kulturze Gloria Artis”.

## Publikacje książkowe
- Ogólnopolskie Turnieje Instrumentalistów Ludowych w Gryfinie, Urząd Miasta i Gminy w Gryfinie, Gryfino 1998, s. 29.
- Tradycje polskiej muzyki ludowej w kulturze Pomorza Zachodniego w latach 1945–1970, Wydawnictwo „Dokument” Oficyna Archiwum Państwowego w Szczecinie, Szczecin 2002, s. 296. Recenzenci: Prof. dr hab. Urszula Karczmarek UAM; prof. dr hab. Jan Stęszewski UAM.
- Cymbaliści na Pomorzu Zachodnim po 1945 roku. Spadkobiercy Jankiela, Książnica Pomorska im. Stanisława Staszica w Szczecinie, Szczecin 2006, s. 167. Recenzenci: Prof. zw. dr hab. Lucyna Turek-Kwiatkowska, US; Prof. dr hab. Piotr Dahlig UW.
- Śpiewnik „Od Kamienia jadą” Współczesne pieśni z Pomorza Zachodniego, wydany na zlecenie Urzędu Miasta i Gminy w Kamieniu Pomorskim. Kamień Pomorski 2006, s. 72 (30 pieśni). Publikację zrealizowano ze środków Ministra Kultury i Dziedzictwa Narodowego w ramach Programu Operacyjnego „Edukacja kulturalna i upowszechnianie kultury”. Zebrał i opracował Bogdan Matławski.
- Śpiewnik „Mówią o nas w Warszawie”, pieśni ludowe z Pomorza Zachodniego autorstwa Jana Iwaszczyszyna. Wydano na zlecenie Urzędu Miasta i Gminy w Kamieniu Pomorskim. Publikacje zrealizowano ze środków Ministra Kultury i Dziedzictwa Narodowego. Kamień Pomorski 2006, s. 76, pieśni 30. Zebrał i opracował Bogdan Matławski.
- Kultura ludowa i jej przemiany na Pomorzu Zachodnim w latach 1970–2009, Wydawnictwo Naukowe Uniwersytetu Szczecińskiego. Uniwersytet Szczeciński Rozprawy i Studia T. (DCCCLXI) 787. Szczecin 2011, s. 458. Recenzenci: Prof. dr hab. Bogusław Linette UAM; Prof. dr hab. Adam Makowski US[3].
- Dębce - 270 lat: 1747–2017. Monografia wsi sołectwa Żabnica. T. 1. Dębce: powrót do wspólnych tradycji promujących polską wieś, Gmina Gryfino, Gryfino 2017, s. 195.
- Rola kobiety i orędowniczki walki o niepodległość. Tradycje i rozwój na obszarach wiejskich w XXI wieku na przykładzie historii sołeckiej wsi Żabnica, Volumina.pl Daniel Krzanowski, Szczecin 2018, s. 872.